# Băla
Băla – wieś w Rumunii, w okręgu Marusza, w gminie Băla. W 2011 roku liczyła 569 mieszkańców.